# Ціна страху
«Ціна страху» (англ. The Sum of All Fears) — американський шпигунський трилер 2002 року режисера Філа Олден Робінсона з Беном Аффлеком у головній ролі, знятий за сценарієм Пола Аттанасіо і Данієля Пайна, написаним на основі однойменного роману Тома Кленсі.

## Сюжет
В час, коли на території Російської Федерації відбувається збройний конфлікт у Чеченській Республіці, помирає президент Росії Зорькін, а його наступником стає Олександр Немеров. Аналітика ЦРУ Джека Раяна, який вивчав Немерова і  найкраще у розвідувальному управлінні розуміє його характер, викликає директор ЦРУ Вільям Кебот для зустрічі в Москві з Немеровим і подальшої інспекції головного російського об'єкта з виробництва ядерної зброї. При зустрічі у Кремлі Кебота з Немеровим присутній особистий помічник президента Росії Анатолій Грушков, який супроводжує американців під час їхньої інспекції. На об'єкті Раян помічає відсутність трьох провідних спеціалістів. Після повернення до США Кебот посилає до Росії Джона Кларка із завданням з'ясувати місцезнаходження вчених.
У стосунках США і Росії зростає напруженість, коли надходить повідомлення про застосування Росією у Грозному хімічних снарядів. Немеров знімає з посад воєначальників, які самовільно використали хімічну зброю, але публічно бере відповідальність за такі дії на себе, закликаючи США не втручатися у внутрішні справи Росії.
Незадовго до цього південноафриканський торговець зброєю на чорному ринку Олсон виявляє у сирійського шукача металу велику бомбу, яка виявляється ядерною, втраченою Ізраїлем під час війни з Єгиптом та Сирією 1973 року. Олсон продає бомбу неофашистській групі на чолі з австрійським мільярдером Рихардом Дресслером, які планують розпочати Третю світову війну, зіштовхнувши США і Росію.
Кларк знаходить російських вчених на закинутому військовому об'єкті в Україні, де вони готують ядерну бомбу до використання. Кебот, який підозрює Росію у спробі створити одну невраховану ядерну бомбу для здійснення якоїсь провокації, посилає Раяна на підмогу Кларку. Вони з'ясовують, що бомба вже відправлена з України на Канарські острови, а звідти до Балтимору. Раян встигає попередити про бомбу Кебота, який перебуває в цей час разом з Президентом США Робертом Фавлером на переповненому стадіоні серед глядачів фінального матчу з американського футболу. Кебот евакуює президента зі стадіону, але ударна хвиля від вибуху бомби перекидає президентський кортеж. Морські піхотинці доставляють президента на борт військового стратегічного літака. Кебот потрапляє в лікарню.
Немеров, після того, як дізнався про ядерний вибух у Балтиморі, намагається переконати Фавлера, що Росія немає до цього ніякого відношення. Але корумпований генерал ВПС Росії Дубінін, який був у зговорі з Дресслером, дає наказ льотчикам атакувати американський авіаносець, що ще більше загострює ситуацію. Фавлер разом з представниками національної безпеки приймає рішення про нанесення ядерного удару по Росії. Немеров відчуває тиск з боку своїх генералів, які вимагають нанесення превентивного ядерного удару.
Раян на місці вибуху з'ясовує, що заряд для закладеної у Балтиморі бомби був виготовлений у США. Використовуючи телефон померлого у лікарні Кебота він дізнається від російського інформатора Спітакера, що цей заряд США самі передали Ізраїлю 1973 року. Кларк дізнається про продаж бомби Олсону. Колеги Раяна дізнаються про Дресслера, який стоїть за ядерною атакою, що повністю виправдовує Росію. Раян використовує посвідчення Кебота, щоб потрапити у Пентагон і зв'язатися з Немеровим, якого намагається переконати не розпочинати атаку. Немеров надсилає повідомлення Фавлеру з пропозицією про тимчасову паузу для з'ясування усіх обставин вибуху. Фавлер пристає на цю пропозицію.

## У ролях
| Актор                | Роль                                                               |
| -------------------- | ------------------------------------------------------------------ |
| Бен Аффлек           | Джек Раян, аналітик ЦРУ                                            |
| Морган Фрімен        | Вільям Кебот, директор ЦРУ                                         |
| Джеймс Кромвелл      | Роберт Фавлер, Президент США                                       |
| Лів Шрайбер          | Джон Кларк, агент ЦРУ                                              |
| Майкл Берн           | Анатолій Грушков, (інформатор Спітакер), помічник президента Росії |
| Алан Бейтс           | Рихард Дресслер                                                    |
| Кіаран Гайндс        | Олександр Немеров, Президент Росії                                 |
| Бріджет Мойнеген     | Кеті Мюллер                                                        |
| Колм Фіоре           | Олсон                                                              |
| Євген Лазарєв        | генерал Дубінін                                                    |
| Олександр Бєлявський | адмірал Іванов                                                     |
| Лев Пригунов         | генерал Сараткін                                                   |
| Свен-Оле Торсен      | Гафт                                                               |